# North American Soccer League
North American Soccer League var en nordamerikansk proffsliga i fotboll åren 1968–1984. Redan året innan, 1967, fanns det två rivaliserande ligor, "United Soccer Association" och "National Professional Soccer League", men efter ett katastrofalt år gick ligorna samman och bildade då NASL. Vid denna tid hade fotbollsligorna i USA kommit och gått sedan 1920-talet.
Ligan innehöll lag från USA och Kanada. Lagen köpte bland annat åldrande superstjärnor som Pelé, George Best, Johan Cruyff och Franz Beckenbauer i ett försök att öka allmänhetens intresse för fotbollen i Nordamerika.
Även om lag som New York Cosmos var populära och drog närmare 40 000 åskådare till sina hemmamatcher när det gick som bäst, nådde ligan aldrig ett publiksnitt över 15 000 åskådare per match – sämre än vad dagens motsvarighet MLS har. En för kraftig expansion av antalet lag medförde ökande kostnader och dåliga inkomster, vilket så småningom ledde till att ligan lades ned.

## Mästare i NASL
- 1967* Oakland Clippers slog Baltimore Bays 4-2 totalt på två matcher (0-1, 4-1)
- 1967** Los Angeles Wolves slog Washington Whips 6-5
- 1968 Atlanta Chiefs slog San Diego Toros 3-0 totalt på två matcher (0-0, 3-0)
- 1969 Kansas City Spurs vann ligan, inget slutspel spelades
- 1970 Rochester Lancers slog Washington Darts 4-3 totalt på två matcher (3-0, 1-3)
- 1971 Dallas Tornado slog Atlanta Chiefs 2-1 bäst-av-tre (1-2, 4-1, 2-0)
- 1972 New York Cosmos slog St. Louis Stars 2-1
- 1973 Philadelphia Atoms slog Dallas Tornado 2-0
- 1974 Los Angeles Aztecs slog Miami Toros 4-3 (på straffar)
- 1975 Tampa Bay Rowdies slog Portland Timbers 2-0
- 1976 Toronto Metros-Croatia slog Minnesota Kicks 3-0
- 1977 New York Cosmos slog Seattle Sounders 2-1
- 1978 New York Cosmos slog Tampa Bay Rowdies 3-1
- 1979 Vancouver Whitecaps slog Tampa Bay Rowdies 2-1
- 1980 New York Cosmos slog Ft. Lauderdale Strikers 3-0
- 1981 Chicago Sting slog New York Cosmos 1-0 (Shootout)
- 1982 New York Cosmos slog Seattle Sounders 1-0
- 1983 Tulsa Roughnecks slog Toronto Blizzard 2-0
- 1984 Chicago Sting slog Toronto Blizzard 2-0 bäst-av-tre (2-1, 3-2)

* Vann National Professional Soccer League (NPSL)

** Vann United Soccer Association (USA)

## Svenskar i NASL
- Reine Almqvist (Seattle Sounders 1980)
- Leif Claesson (Baltimore Bays 1967-1968, Vancouver Royals 1968)
- Conny Karlsson (Toronto Blizzard 1983-1984)
- Sven Lindberg (Atlanta Chiefs 1967-1968)
- Jan Möller (Toronto Blizzard 1982-1983)
- Björn Nordqvist (Minnesota Kicks 1979-1980)
- Ulf Ryberg (Edmonton Drillers 1980)
- Kjell Samuelsson (San Diego Sockers 1976)
- Thomas Sjöberg (Chicago Sting 1979)
- Christer Tonning (Dallas Tornado 1968)

## Lagen i NASL 1968–1984
- Atlanta Apollos 1973
- Atlanta Chiefs 1968-1972, 1979-1981
- Baltimore Bays 1968-1969
- Baltimore Comets 1974-1975
- Boston Beacons 1968
- Boston Minutemen 1974-1976
- Calgary Boomers 1981
- California Surf 1978-1981
- Chicago Mustangs 1968
- Chicago Sting 1975-1984
- Cleveland Stokers 1968
- Colorado Caribous 1978
- Connecticut Bicentennials 1977
- Dallas Tornado 1968-1981
- Denver Dynamos 1974-1975
- Detroit Cougars 1968
- Detroit Express 1978-1980
- Edmonton Drillers 1979-1982
- Fort Lauderdale Strikers 1977-1983
- Golden Bay Earthquakes 1983-1984
- Hartford Bicentennials 1975-1976
- Houston Stars 1968
- Houston Hurricane 1978-1980
- Jacksonville Tea Men 1981-1982
- Kansas City Spurs 1968-1970
- Las Vegas Quicksilver 1977
- Los Angeles Wolves 1968
- Los Angeles Aztecs 1974-1981
- Miami Gatos 1972
- Miami Toros 1973-1976
- Memphis Rogues 1978-1980
- Minnesota Kicks 1976-1981
- Minnesota Strikers 1984
- Olympique de Montréal 1971-1973
- Montreal Manic 1981-1983
- New England Tea Men 1978-1980
- New York Generals 1968
- New York Cosmos 1971-1984
- Oakland Clippers 1968
- Oakland Stompers 1978
- Philadelphia Atoms 1973-1976
- Philadelphia Fury 1978-1980
- Portland Timbers 1975-1982
- Rochester Lancers 1970-1980
- St. Louis Stars 1967-1977
- San Antonio Thunder 1975-1976
- San Diego Toros 1968
- San Diego Jaws 1976
- San Diego Sockers 1978-1984
- San Jose Earthquakes 1974-1982
- Seattle Sounders 1974-1983
- Tampa Bay Rowdies 1975-1984
- Team America 1983
- Team Hawaii 1977
- Toronto Falcons 1968
- Toronto Metros 1971-1974
- Toronto Metros-Croatia 1975-1978
- Toronto Blizzard 1979-1984
- Tulsa Roughnecks 1978-1984
- Vancouver Royals 1968
- Vancouver Whitecaps 1974-1984
- Washington Whips 1968
- Washington Darts 1970-1971
- Washington Diplomats 1974-1981

## Lagen 1967
United Soccer Association (USA) 
Boston Rovers, Chicago Mustangs, 
Cleveland Stokers, Dallas Tornado, 
Detroit Cougars, Houston Stars, 
Los Angeles Wolves, New York Skyliners,
San Francisco Gales, Toronto City, 
Vancouver Royal Canadians, Washington Whips 
National Professional Soccer League (NPSL) 
Atlanta Chiefs, Baltimore Bays, 
Chicago Spurs, Los Angeles Toros, 
New York Generals, Philadelphia Spartans, 
Pittsburgh Phantoms, Oakland Clippers, 
St. Louis Stars, Toronto Falcons